# Rathaus (Tarnów)

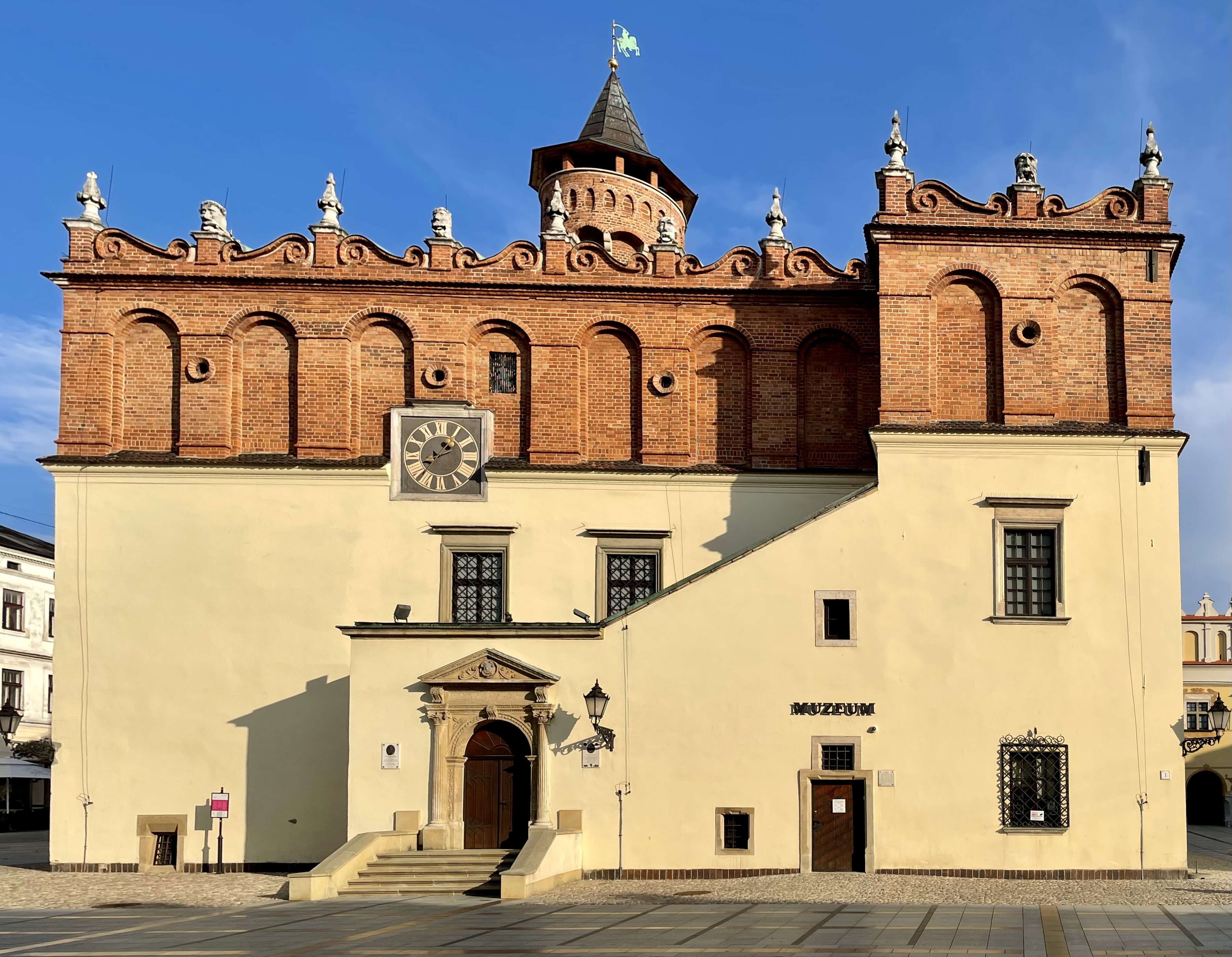
Rathaus

Das Rathaus in Tarnów war ursprünglich ein Gebäude des Stadtrates auf dem Tarnówer Alten Markt. Es wurde vor dem Jahr 1448 im gotischen Stil erbaut und nach dem Brand im Jahre 1494 Anfang des 16. Jahrhunderts im Renaissancestil umgestaltet. Heute gehört es zu den wertvollsten Baudenkmälern der Renaissance in Polen. Es beherbergt das Museum der Stadt Tarnów, einer Stadt in der Woiwodschaft Kleinpolen im Süden Polens.

## Geschichte
Tarnów erhielt 1330 die Stadtrechte. Zunächst befand sich am Alten Markt ein erstes Rathaus, das vor 1448 erbaut worden war. Das jetzige Rathaus wurde Anfang des 16. Jahrhunderts auf dem Alten Markt der Stadt errichtet, nachdem das alte Rathaus Ende des 15. Jahrhunderts einem Feuer zum Opfer gefallen war. Die Attika stammt von der Schule von Santi Gucci und wurde um 1560 angebracht. Seit 1970 wird es als Museum genutzt.